# Dinokwe
Palla Road/Dinokwe is een dorp in het district Central in Botswana. De plaats telt 1229 inwoners (2011).